# Ясновидец (телесериал, 2016)
«Яснови́дец» или «Тре́тий глаз» (англ. Shut Eye) — американский драматический телесериал, созданный Лэсом Боэмом. Все десять эпизодов первого сезона стали доступны онлайн на Hulu 7 декабря 2016 года.
20 марта 2017 года сериал был продлён на второй сезон, который стал доступен 6 декабря 2017 года. 30 января 2018 года сериал был закрыт после двух сезонов.

## Сюжет
Действие сериала вращается вокруг иллюзиониста-неудачника Чарли Хаверфорда (Джеффри Донован), который теперь работает ясновидцем.

## В ролях
- Джеффри Донован в роли Чарли Хаверфорда[5]
- Кейди Стрикленд в роли Линды Хаверфорд, жены Чарли[6]
- Энгус Сэмпсон в роли Фонсо[7]
- Сьюзан Миснер в роли доктора Норы Уайт, нейрофизиолога[8]
- Эммануэль Шрики в роли Джины, гипнотизёра[8]
- Дэвид Зейес в роли Эдуардо Берналь[9]
- Изабелла Росселлини в роли Риты[10]
- Дилан Рэй Шмид в роли Ника (сезон 2)
- Хавана Гаппи в роли Дрины (сезон 2)

## Обзор сезонов
| Сезон | Сезон | Эпизоды | Оригинальная дата показа | Оригинальная дата показа |
| Сезон | Сезон | Эпизоды | Премьера сезона          | Финал сезона             |
| ----- | ----- | ------- | ------------------------ | ------------------------ |
|       | 1     | 10      | 7 декабря 2016           | 7 декабря 2016           |
|       | 2     | 10      | 6 декабря 2017           | 6 декабря 2017           |

## Список эпизодов

### Сезон 1 (2016)
| № общий | № в сезоне | Название                                      | Режиссёр               | Автор сценария                                                 | Дата премьеры  |
| --- | ---------- | --------------------------------------------- | ---------------------- | -------------------------------------------------------------- | -------------- |
| 1 | 1          | «Смерть» «Death»                              | Юхан Ренк              | Лесли Боэм                                                     | 7 декабря 2016 |
| Когда мошенники Чарли и Линда Хаверфорд вынашивают план, как выбраться из-под своих цыганских боссов, внезапный удар по голове заставляет Чарли задуматься, не является ли он фальшивым экстрасенсом, имеющим реальные видения.                                            |            |                                               |                        |                                                                |                |
| 2 | 2          | «Повешенный» «The Hanged Man»                 | Крейг Зиск             | История: Чарли Кис Боэм & Лесли Боэм Телеадаптация: Лесли Боэм | 7 декабря 2016 |
| Ник обманывает своего психиатра, чтобы произвести впечатление на девушку, Линда начинает свою долгую аферу с нестабильной богатой женщиной, а Эдуардо усложняет ситуацию для Чарли, привлекая свои экстрасенсорные способности, чтобы позаботиться о гангстерском бизнесе. |            |                                               |                        |                                                                |                |
| 3 | 3          | «Дурак» «The Fool»                            | Майкл Трим             | Лесли Боэм                                                     | 7 декабря 2016 |
| 4 | 4          | «Башня - Перевернутая» «The Tower - Reversed» | Кларк Джонсон          | Лесли Боэм                                                     | 7 декабря 2016 |
| 5 | 5          | «Волшебник» «The Magician»                    | Минки Спиро            | Грег Уолкер                                                    | 7 декабря 2016 |
| 6 | 6          | «Осуждение» «Judgment»                        | Дейзи фон Шерлер Мэйер | Дарья Полатин                                                  | 7 декабря 2016 |
| 7 | 7          | «Два меча» «Two of Swords»                    | Майкл Моррис           | Том Пабст                                                      | 7 декабря 2016 |
| 8 | 8          | «Пять чашек» «Five of Cups»                   | Бронуэн Хьюз           | Патрисия Брин                                                  | 7 декабря 2016 |
| 9 | 9          | «Колесо фортуны» «Wheel of Fortune»           | Стивен Джилленхол      | Лесли Боэм & Ирам Мартинес                                     | 7 декабря 2016 |
| 10 | 10         | «Туз мечей» «Ace of Swords»                   | Лариса Кондрацки       | Лесли Боэм                                                     | 7 декабря 2016 |

### Сезон 2 (2017)
| № общий | № в сезоне | Название                                               | Режиссёр            | Автор сценария               | Дата премьеры  |
| ------- | ---------- | ------------------------------------------------------ | ------------------- | ---------------------------- | -------------- |
| 11      | 1          | «Мы больше не в Канзасе» «We're Not in Kansas Anymore» | Скотт Винант        | Джон Шибан                   | 6 декабря 2017 |
| 12      | 2          | «Обсчитать» «Shortchanged»                             | Мира Менон          | Уилл Паскоу                  | 6 декабря 2017 |
| 13      | 3          | «Парни и куклы» «Guys and Dolls»                       | Шери Фоксон         | Бретт Конрад & Эми Джей Берг | 6 декабря 2017 |
| 14      | 4          | «Ты меня слушаешь?» «Are You Listening?»               | Стивен Джилленхол   | Катрина Кабрера Ортега       | 6 декабря 2017 |
| 15      | 5          | «Карл Великолепный» «Charles the Magnificent»          | Робби Пикеринг      | Джонатан Игла                | 6 декабря 2017 |
| 16      | 6          | «Преступления и наказания» «Crimes and Punishments»    | Дженнифер Гетцингер | Уилл Паскоу                  | 6 декабря 2017 |
| 17      | 7          | «Пурпурные сердца» «Purple Hearts»                     | Майкл Трим          | Эми Джей Берг                | 6 декабря 2017 |
| 18      | 8          | «Карма Хамелеон» «Karma Chameleon»                     | Джон Шибан          | Джон Шибан & Джонатан Игла   | 6 декабря 2017 |
| 19      | 9          | «Истина» «Vérité»                                      | Дебора Чоу          | Эми Джей Берг                | 6 декабря 2017 |
| 20      | 10         | «Нет места лучше дома» «There's No Place Like Home»    | Джон Шибан          | Джон Шибан                   | 6 декабря 2017 |

## Музыка
Музыка к телесериалу была написана Беном Дектером.

## Эпизоды
Названия эпизодов первого сезона являются названиями карт из колоды таро.